# Doryctes thoracicus
Doryctes thoracicus är en stekelart som först beskrevs av Szepligeti 1914.  Doryctes thoracicus ingår i släktet Doryctes och familjen bracksteklar. Inga underarter finns listade i Catalogue of Life.